# Ludwik Orpiszewski
Ludwik Orpiszewski herbu Junosza (ur. 24 sierpnia 1810 w Roszkowej Woli, zm. 21 lutego 1875 w Lozannie w Szwajcarii) – polski pisarz, poeta, dramaturg i tłumacz, działacz Wielkiej Emigracji.

## Życiorys
Był uczniem Szkoły Wojewódzkiej w Płocku. W 1828 zapisał się na wydział prawa i administracji Królewskiego Uniwersytetu Warszawskiego.
Wtajemniczony w sprzysiężenie Wysockiego. Brał udział w ataku na Belweder w Warszawie w czasie nocy listopadowej 29 listopada 1830. Członek Towarzystwa Patriotycznego. W październiku 1831 w obawie przed represjami rosyjskimi udał się na emigrację do Francji. Bliski współpracownik Adama Jerzego Czartoryskiego. W 1834 skazany przez władze rosyjskie na powieszenie za udział w powstaniu listopadowym. Członek Towarzystwa Monarchicznego Trzeciego Maja i redaktor naczelny organu prasowego tej organizacji pisma Trzeci Maj.
W latach 1844–1848 był delegatem dyplomatycznym Hotelu Lambert przy Stolicy Apostolskiej. 24 stycznia 1848 roku, wraz z hr. Władysławem Zamoyskim, podjął (nieudaną) próbę nakłonienia hr. Zygmunta Krasińskiego do przystąpienia do obozu Hotelu Lambert. Od 1851 mieszkał w Villamont pod Lozanną.
Pisał wiersze, opowiadania historyczne, powieści i dramaty. Tłumaczył na język francuski autorów polskich, głównie poetów.